# Приставський Ігор Романович
Ігор Романович Приставський (народився 3 січня 1959 — помер 14 вересня 2013) — український державний службовець і громадський діяч у сфері туризму, президент Українського Народного Посольства, державний службовець третього рангу, голова Державної служби туризму і курортів у 2005–2006, заступник Міністра культури і туризму України у 2005–2007.
Помер внаслідок важкої хвороби. Похований у Львові.

## Освіта
- 1984 р. Львівський державний університет ім. Івана Франка (історик).
- 1998 р. Дипломатична академія України при Міністерстві закордонних справ України (магістр зовнішньої політики).
- 2004 р. Національна академія внутрішніх справ України (юрист, спеціальність-правознавство, спеціалізація-цивільно-правова).
- 2006 р. Київський національний університет внутрішніх справ (магістр, спеціальність-правознавство, спеціалізація-цивільно-правова).
- 1980 р. Курси по вивченню польської мови при Львівському будинку вчених.

## Професійна діяльність
- 1993 р.- 2005 р. Голова правління і президент Всеукраїнського фонду сприяння міжнародному спілкуванню «Українське Народне Посольство».
- Вересень 2005 — лютий 2006 — голова Державної служби туризму і курортів.
- Червень 2005 — січень 2007 — заступник Міністра культури і туризму України.
- Вересень-Жовтень 2005 — Виконувач обов'язків Міністра культури і туризму України.
- З лютого 2007 по даний час — голова правління і президент Всеукраїнського фонду сприяння міжнародному спілкуванню «Українське Народне Посольство».

Мав третій ранг державного службовця.
- 2004 р.— Отримав свідоцтво про право на заняття адвокатською діяльністю. Член Міжнародної Співдружності адвокатів.

- 2004 р.—Обраний дійсним членом Української Технологічної Академії по відділенню «Історія, філософія та право» з присвоєнням звання академік[3].

## Громадська діяльність
- з 20 березня 2012 і до смерті — голова Громадської ради при Міністерстві культури України.
- академік Української Технологічної Академії
- Піклується про сліпих дітей, бездомних тварин.

## Відзнаки
ДЕРЖАВНІ НАГОРОДИ:
2002 р. — Почесна Грамота Президента України за активну благодійницьку діяльність у гуманітарній сфері.
2003 р. Указом Президента України нагороджений орденом «За заслуги» III ступеня за вагомі досягнення у професійній діяльності та багаторічну сумлінну працю.
2011 р. — ЗНАК ПОШАНИ Київської міської влади.
ВІДОМЧІ НАГОРОДИ:
1999 р. Нагрудний знак «Почесний працівник туризму України» за заслуги у розвитку туристичної галузі України.
2009 р. Медаль Міністерства оборони України «За сприяння Збройним Силам України».
ПРОФЕСІЙНІ ВІДЗНАКИ:
2004 р. Почесний знак Київської адвокатури «Народний правозахисник».
2006 р. Почесна грамота Міністерства культури і туризму України за вагомий внесок у розвиток туристичної індустрії, багаторічну плідну працю та високу професійну майстерність.
2007 р. Орден Української Технологічної Академії «За заслуги у розвитку науки, освіти, промисловості та мистецтва».
ГРОМАДСЬКІ ТА ЦЕРКОВНІ НАГОРОДИ:
2001–2009 р.р. Почесна відзнака Української Ради Миру II ст., Церковні нагороди: орден Христа Спасителя, орден Святого апостола Андрія Первозванного ІІ ступеня, ордени Святого Рівноапостольного князя Володимира Великого І, II і III ступенів, орден Святого Архистратига Михаїла, орден Святого Юрія Переможця, орден Святого Миколая Чудотворця.

## Захоплення
Історія. Дипломатія. Правознавство. Мистецтво. Архітектура. Туризм. Домашні тварини.